# 쓰키다테정 (미야기현)
쓰키다테정(築館町)은 미야기현 북부에 위치한 마을이다. 옛부터 오슈 가도의 역참 마을로서 번창했다. 2005년 4월 1일에 구리하라군 전체 정촌이 합병해, 구리하라시가 되었다.

## 연혁
- 1875년 10월 17일 - 미즈시마현에 의해 촌락 통합으로 나리타촌이 쓰키다테촌에 편입해 성립하였다.
- 1889년 4월 1일 - 정촌제 실시와 함께 구리하라군 쓰키다테촌이 단독으로 시행하였다.
- 1896년 6월 30일 - 정으로 승격하였다.
- 1954년 8월 10일 -  쓰키다테정, 다마사와촌, 미야노촌, 도미노촌이 합병해 새로운 쓰키다테정이 되었다.
- 2005년 4월 1일 - 구리하라군 우치젠마치촌과 합병해 구리하라시가 되었다.

## 교통

### 철도
- 동네에 철도역은 없다. 가장 가까운 역은 동일본 여객철도 도호쿠 신칸센 구리코마 고원역.
- 과거에는 센보쿠 철도가 정역을 통과했었다.
- 쓰키다테초라는 버스 정류장이 있지만, 요미가나는 「츠키다테마치」로 되어 있다.

### 도로
- 도호쿠 자동차도 : (쓰키다테 인터체인지)
- 국도 4호선
- 국도 398호선